# شرکت اسلحه‌سازی رمینگتون
شرکت اسلحه سازی رمینگتون (به انگلیسی: Remington Arms Company, LLC)، یک شرکت اسلحه‌سازی در آمریکا است که در سال ۱۸۱۶ توسط ال. فالی رمینگتون (به انگلیسی: Eliphalet Remington) تأسیس شده‌است.

## رمینگتون آوتدور
این شرکت زیرمجموعه شرکت رمینگتون آوتدور است که قدیمی‌ترین شرکت اسلحه‌سازی در آمریکا است. در مارس ۲۰۱۸ شرکت رمینگتون آوتدور به دلیل کاهش شدید فروش، اعلام ورشکستگی کرد.

## محصولات
رمینگتون سلاح‌های گونان زیادی ساخته‌است و می‌توان محصولاتش را از برترین‌های جهان دانست. مانند:

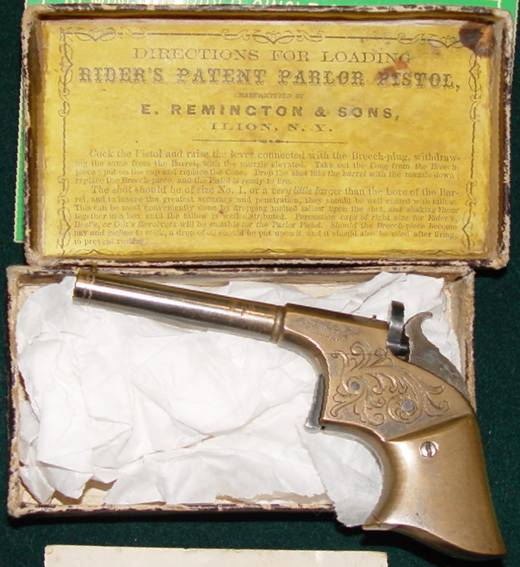
رمینگتون راید، ۱۹۶۰

- رمینگتون مدل ۷۰۰
- اسپرینگفیلد ام۱۹۰۳
- رمینگتون ام اس آر

## در نماد ملی
تفنگ‌های رمینگتون در پرچم و نماد ملی گواتمالا گنجانده شده‌اند.